# ISO (obraz)
Obraz ISO – format zapisu danych dysków optycznych. Korzysta on z międzynarodowych standardów ISO. Najpopularniejszym typem obrazów są pliki .iso (Windows) lub .cdr (macOS). Nazwa ISO została zaczerpnięta z ISO 9660 – standardu zapisu danych na płytach CD. Tej samej nazwy i rozszerzenia pliku używa się w przypadku obrazów dyskietek, z tym że obraz dyskietki ma rozmiar odpowiadający jej pełnej pojemności i stanowi binarny zrzut zawartości wszystkich sektorów.

## Specyfikacja
Tak jak inne archiwa danych, obraz ISO zawiera wszystkie dane z archiwizowanej płyty CD/DVD. Są one przechowywane w nieskompresowanym formacie. Do danych są także załączone metadane systemu plików, w tym także kod rozruchowy, struktury oraz atrybuty. ISO stanowi niezależne archiwum danych (tak jak TAR, ZIP lub RAR) – łączy pliki w jeden spójny format.
Dzięki niezawodności formatu oraz łatwości jego odtworzenia, ISO stał się jednym z najpopularniejszych sposobów rozprzestrzeniania informacji przez internet.

## Zastosowania
- Plik obrazu można przechowywać na dysku twardym i emulować napęd z daną płytą, uzyskując identyczną funkcjonalność jak przy używaniu fizycznego nośnika. Jest to przydatne, gdy płyty używa się często, zmniejsza to zużycie napędu oraz płyt.
- Pliki obrazu ułatwiają wymianę plików w sieci. W ten sposób na przykład rozprowadzane jest wiele dystrybucji systemu operacyjnego Linux.
- Łatwość zastosowania sektora rozruchowego.
- W praktyce obrazy ISO są używane do tworzenia rozruchowych nośników systemów operacyjnych (np. Live USB).
- Pliki obrazu można montować w wirtualnych komputerach np. Microsoft Virtual PC i używać ich w wirtualnych komputerach jak zwykłych nośników CD lub DVD.